# Deon Meyer
Deon Meyer, född 4 juli 1958 i Paarl i Västra Kapprovinsen, är en sydafrikansk journalist och författare.
Efter sin utbildning började Meyer som reporter på en dagstidning i Bloemfontein. Han har också arbetat med reklam och webbstrategier. Sitt författarskap inledde han med att skriva noveller på afrikaans för tidningar och tidskrifter. 1996 utkom hans första detektivroman, Feniks (på engelska som Dead Before Dying, 1999). Hittills har han publicerat sex deckare som översatts till sammanlagt 20 språk.
2008 kom den första till svenska översatta boken av Meyer, Död i gryningen, följd av Jägarens hjärta (2009), båda översatta av Jesper Högström. 2010 kom Devils Peak ut i översättning av Mia Gahne, utnämnd till "Årets bästa till svenska översatta kriminalroman" av Svenska Deckarakademin samma år. 2011 kom Tretton timmar , 2012 Den sista safarin, 2013 "Spåren" och 2014 "7 dagar", alla i översättning av Mia Gahne. Samtliga är utgivna på Weyler Förlag.